# جونيور بيريرا
جونيور بيريرا هو لاعب كرة قدم برازيلي في مركز الدفاع، ولد في 4 فبراير 1987 في غويانيا في البرازيل. لعب مع أتلتيكو غويانيينسي وفيلدا يونايتد.

## وصلات خارجية
- جونيور بيريرا على موقع قاعدة بيانات كرة القدم.إي يو (الإنجليزية)
- جونيور بيريرا على موقع Soccerway.com (الإنجليزية)